# Irlanda ai Giochi della XX Olimpiade
L'Irlanda partecipò ai Giochi della XX Olimpiade che si sono svolti a Monaco di Baviera dal 26 agosto all'11 settembre 1972, con una delegazione di 59 atleti impegnati in 12 discipline per un totale di 54 competizioni. Il portabandiera fu il cavaliere Ronnie McMahon, alla sua prima Olimpiade.
Fu la decima partecipazione di questo paese ai Giochi. Non fu conquistata nessuna medaglia.